# خسرو میرزا گورکانی
خسرو میرزا (۱۶ اوت ۱۵۸۷ تا ۲۶ ژانویه ۱۶۲۲) یا شاهزاده خسرو، بزرگترین پسر امپراتور گورکانی هند، جهانگیر بود.